# Hyperphyscia
Hyperphyscia Müll. Arg. (obrostek) – rodzaj grzybów z rodziny obrostowatych (Physciaceae). Ze względu na współżycie z glonami zaliczany jest do grupy porostów. W Polsce występuje jeden gatunek.

## Systematyka i nazewnictwo
Pozycja w klasyfikacji według Index Fungorum: Physciaceae, Caliciales, Lecanoromycetidae, Lecanoromycetes, Pezizomycotina, Ascomycota, Fungi.
Synonimy nazwy naukowej: Dimelaena sect. Tetramelaena Trevis., Physcia sect. Tetramelaena (Trevis.) Zahlbr., Physciopsis M. Choisy, Tetramelaena (Trevis.) C.W. Dodge.
Nazwa polska według W. Fałtynowicza.

## Niektóre gatunki
- Hyperphyscia adglutinata (Flörke) H. Mayrhofer & Poelt 1979 – obrostek płaski
- Hyperphyscia pruinosa Moberg 1987
- Hyperphyscia syncolla (Tuck. ex Nyl.) Kalb 1983
- Hyperphyscia synthalea (C. Knight) Müll. Arg. 1894

Nazwy naukowe na podstawie Index Fungorum. Uwzględniono tylko taksony zweryfikowane. Nazwy polskie według checklist W. Fałtynowicza.